# TJ Baník Ružiná
FK Baník Ružiná là một câu lạc bộ bóng đá Slovakia, đến từ làng Ružiná. Câu lạc bộ được thành lập năm 1961 và năm 2014 câu lạc bộ hợp nhất với MFK Lokomotíva Zvolen.

## Cầu thủ đáng chú ý
Xem thêm tại Cầu thủ TJ Baník Ružiná.